# 18623 Pises
18623 Pises (1998 DR13) là một tiểu hành tinh vành đai chính được phát hiện ngày 27 tháng 2 năm 1998 by Pisces Observatory ở Pisces.